# Yang Dacai
Yang Dacai (En chino: 杨达才) Es un expolítico chino. Fue el jefe de la Administración de seguridad laboral de la provincia de Shaanxi. cuando una foto viral de él en la escena de un accidente de un autobús que se estrelló con una petrolera lo mostró llevando un reloj de lujo lo que causó una protesta pública en contra de la corrupción en china.
Internautas chinos encontraron fotos de Yang en Sina Weibo usando al menos diez relojes diferentes. El tribunal popular intermedio de Xi'an dictó una sentencia de catorce años por aceptar sobornos y poseer artículos de origen desconocido. Ya que Yang estaba sonriendo en la foto original y las fotos tomadas durante su sentencia, se le conoció como "El Funcionario Sonriente" (En chino:微笑局长) así como "El hermano reloj" (En chino:表哥).